# Complejo municipal José Barnés
El estadio municipal José Barnés es un estadio de fútbol situado en la ciudad de Murcia, de la Región de Murcia. Se encuentra en la calle Mar Menor, en pleno centro de Murcia, muy cerca de la Plaza Circular. 

## Estadio
Posee una grada de hormigón con capacidad para unas 1000 personas y una grada supletoria en uno de los laterales, donde suele colocarse la afición visitante. 
El estadio cuenta con megafonía, marcador electrónico, vestuarios para 2 equipos y para árbitros, además de césped artificial de última generación y un nuevo sistema de riego y drenaje. También posee 4 torres de iluminación que ofrecen una intensidad de 450 lux.

## Otras instalaciones
Anexo al estadio de fútbol se encuentran las instalaciones del Real Club de Tenis Murcia. Además, el complejo cuenta con un estadio de voley-playa, pistas de tenis, una piscina cubierta y un parque para la práctica del skate. 

## Usos
Actualmente en el estadio juegan de locales equipos filiales del Real Murcia, Ciudad de Murcia y escuelas deportivas de la ciudad. También es el estadio en el que el CAP Ciudad de Murcia ejerce de local, equipo que actualmente milita en la Preferente Autonómica. 
Anteriormente, el estadio servía de local para el CF Tháder. Además, no sólo ha albergado partidos de fútbol, también de fútbol americano, ya que durante varias temporadas, el Murcia Cobras compitió en el estadio en la liga española.
- Datos: Q24933070